# 朴仁妃
朴仁妃（英語：In-Bee Park，1988年7月12日—），韓國職業高爾夫球手，出生於首爾。她是2008年美國女子公開賽冠軍、2012年愛維養錦標賽冠軍、2013年LPGA錦標賽冠軍。她自2013年4月15日起取代美國女將史黛西·路易斯成為世界排名第一，是第八位以及南韓第二位登上世界第一的選手。
2016年8月在里约奥运会上以总成绩268杆低于标准杆16杆、以5杆的的优势获得女子高尔夫球金牌，也收获职业生涯金满贯。